# Летен театър (Стара Загора)
Летният театър в Стара Загора се намира в най-големия парк в града – „Митрополит Методий Кусев“. На него се провеждат концерти, спектакли, фестивали, оперни и театрални постановки и други прояви от културен характер. На сцената му са изнасяли концерти Лили Иванова, Емил Димитров, Щурците, Юрая Хийп, Бони Ем и др.
Разполага с 1647 места за седящи. Общата площ на обекта е 3800 м2, от които 1330 м2 са зелени площи. Летният театър е симбиоза между открития театър и заобикалящата го зеленина, като дървета се намират между седящите места.
За цялостен принос в развитието на градската среда с трите знакови обекта: Летен театър, старозагорски зоопарк и пазар „Васил Шаханов“, Стара Загора получава специална награда на конкурса „Сграда на годината“, организиран от Министерството на регионалното развитие и благоустройството, дек. 2022 г.

## История
Летният театър е построен през 1959 г. по проект на арх. Йордан Тангъров. За изграждането му се използва каменната кариера, разположена в югоизточното подножие на хълма Аязмо. Побира 3000 души и има модерна за времето си сцена и четири гримьорни.

## Цялостен ремонт
През март 2021 г. Летният театър започва първия си основен ремонт по проект на арх. Явор Янулов и ландшафтен арх. Корнелия Маторова. Реновираният парк е открит през септември 2022 г. с концерт на Лили Иванова и други български музиканти. Стойността на проекта за новия му облик е 3 072 754 лв., а финансирането е от „Фонд за устойчиви градове“. Дейностите по обновяване и реконструкция включват нова сцена в рамките на старите размери, подмяна на седалките, изграждане на достъпна среда за хора в неравностойно положение и изграждане на пергола от метална конструкция с решетъчна структура.